# Комиссаров, Александр Павлович
Александр Павлович Комиссаров (26 августа 1950 — 17 февраля 2025, Пенза) — советский футболист, нападающий. Советский и российский тренер.
Младший из трёх братьев. В школе занимался лёгкой атлетикой, затем поступил в футбольную секцию Пензенского часового завода. Тренировался в команде класса «Б» по хоккею с шайбой «Темп». В армии вначале играл за хоккейную команду города Каменка, затем в футбол в Черняховске.
В 1972 году начал играть в футбол за команду завода имени Фрунзе, позже перешёл в клуб «Сура», который по ходу следующего сезона был расформирован.
Окончил строительный техникум, затем институт. Работал на заводе «ЗиФ». Был капитаном и ударным форвардом клуба «Велозавод» (впоследствии «Гранит», «Зенит»). С 1980 года — играющий тренер. В 1990 году команда вернулась в первенство страны, и Комиссаров был её старшим тренером до 1999 года. Победитель 5 зоны третьей лиги в 1995 и 1997 годах. После сезона-1999 «Зенит» потерял профессиональный статус. Комиссаров отправился работать в «Светотехнику» Саранск, но был вынужден вернуться в Пензу из-за болезни матери. В 2001—2002 годах — главный тренер команды КФК «Динамо» Петушки. Главный тренер пензенских «Зенита» (2006 — работа признана неудовлетворительной), любительского «Строителя» (2007—2008).
Умер 17 февраля 2025 года в Пензе в возрасте 74 лет.